# Dirphia consularis
Dirphia consularis är en fjärilsart som beskrevs av Hermann Burmeister 1878. Dirphia consularis ingår i släktet Dirphia och familjen påfågelsspinnare. Inga underarter finns listade i Catalogue of Life.